# Parque conmemorativo estadounidense
El Parque conmemorativo estadounidense o Parque conmemorativo americano (en inglés: American Memorial Park) se encuentra en la isla de Saipán, parte de las Islas Marianas del Norte, fue creado como monumento conmemorativo para honrar los sacrificios hechos durante la campaña de las Marianas de la Segunda Guerra Mundial. Cuenta con instalaciones de ocio, un museo de la Segunda Guerra Mundial y Monumento a la Bandera para mantener viva la memoria de más de 4000 militares estadounidenses e isleños locales que murieron en junio de 1944.
El parque cuenta con espacios para la práctica del béisbol, para ir en bicicleta, correr, jugar tenis, ir de pícnic y realizar natación.[cita requerida]
El parque es propiedad del Gobierno del Estado Libre Asociado de las Islas Marianas del Norte, y se gestiona en colaboración con el Servicio de Parques Nacionales de Estados Unidos.